# Cunhinga
Cunhinga (fins 1975 Vouga) és un municipi de la província de Bié. Té una extensió de 1.509 km² i 69.238 habitants. Comprèn les comunes de Cunhinga i Belo Horizonte. Limita al nord amb els municipis d'Andulo i Nharea, a l'est amb el municipi de Catabola, al sud amb els municipis de Kuito i Chinguar, i a l'oest amb els municipis de Bailundo i Mungo.